# Парламентські вибори у Великій Британії 2015
Вибори до палати громад у Великій Британії відбулися 7 травня 2015 року, на яких був обраний 56-й Парламент Великої Британії. За підсумками виборів Консервативна партія отримала достатню кількість місць у Палаті громад для формування однопартійного уряду.

## Результати
Остаточні результати голосування на 650-ти виборчих округах.
| Партія | Партія                                      | Голосів (попередньо) | Місць | Δ з 2010 |
| ------ | ------------------------------------------- | -------------------- | ----- | -------- |
|        | Консервативна партія                        | 11 334 920 (36,9 %)  | 331   | ▲ 25     |
|        | Лейбористська партія                        | 9 344 328 (30,4 %)   | 232   | ▼ 26     |
|        | Шотландська національна партія              | 1 454 436 (4,7 %)    | 56    | ▲ 50     |
|        | Ліберальні демократи                        | 2 415 888 (7,9 %)    | 8     | ▼ 49     |
|        | Демократична юніоністська партія            | 184 260 (0,6 %)      | 8     | ▬        |
|        | Шинн Фейн                                   | 176 232 (0,6 %)      | 4     | ▼ 1      |
|        | Плайд Кемри                                 | 181 694 (0,6 %)      | 3     | ▬        |
|        | Соціал-демократична і лейбористська партія  | 99 809 (0,3 %)       | 3     | ▬        |
|        | Юніоністська партія Ольстера                | 114 935 (0,4 %)      | 2     | ▲ 2      |
|        | Партія незалежності Сполученого Королівства | 3 881 129 (12,6 %)   | 1     | ▲ 1      |
|        | Зелена партія Англії та Уельсу              | 1 157 613 (3,8 %)    | 1     | ▬        |
|        | Партія «Альянс»                             | 61 556 (0,2 %)       | 0     | ▼ 1      |
|        | Інші                                        |                      | 1     |          |

## Реакції
Подали у відставку лідер Лейбористської партії Ед Мілібенд, лідер ліберальних демократів Нік Клегг і лідер Партії незалежності Найджел Фарадж.